# Genki Ōkawa
Genki Ōshikawa (押川 元気 Ōshikawa Genki?,  Gamagōri, Prefectura de Aichi, 26 de agosto de 1987), mejor conocido bajo su nombre artístico de Genki Ōkawa (大河 元気 Ōkawa Genki?), es un actor y seiyū japonés. Es representado por la agencia Amuleto.

## Filmografía

### Teatro
| Año  | Título                                                                    | Papel                    | Notas                             |
| ---- | ------------------------------------------------------------------------- | ------------------------ | --------------------------------- |
| 2006 | The Prince of Tennis                                                      | Akaya Kurihara           |                                   |
| 2007 | Peacemaker Kurogane                                                       |                          | Invitado                          |
| 2008 | Wild Adapter                                                              |                          |                                   |
| 2009 | Butai: K                                                                  |                          |                                   |
| 2010 | Kokansetsu!                                                               | Tsuyoshi Nakanishi       |                                   |
| 2011 | abc Akasaka Boys Cabaret Spin Off: GenePro! Jibun ni Katsu o Irete Katsu! | Shinichiro Kyoto         |                                   |
| 2011 | Saint Seiya                                                               | Dagon of Yaoga Sagitta   |                                   |
| 2011 | Dai 7-dan Genji Monogatari                                                | Kōkiden Nyōgo / Yui Otsu |                                   |
| 2011 | Uragiri wa Boku no Namae o Shitteiru                                      | Yuzuki Gio               |                                   |
| 2014 | Persona 3: The Weird Masquerade                                           | Junpei Iori              |                                   |
| 2014 | Gaku Ran Kageki: Teiichi no Kuni                                          | Okuri Morizono           |                                   |
| 2014 | Bakafuki!                                                                 | Asura                    | Creador y director; rol principal |
| 2015 | Rōdoku Geki: Madō-shi wa Heibon o Nozomu                                  |                          |                                   |
| 2016 | Retsu! Bakafuki!                                                          | Asura                    | Creador y director; rol principal |

### Películas
| Año  | Título                                  | Papel                     | Notas     |
| ---- | --------------------------------------- | ------------------------- | --------- |
| 2008 | Cafe Daikanyama: Sweet Boys             | Suzutaro "Sardine" Ichijo |           |
| 2008 | Cafe Daikanyama II: Yume no Tsuzuki     | Suzutaro "Sardine" Ichijo |           |
| 2009 | Cafe Daikanyama III: Sorezore no Ashita | Suzutaro "Sardine Ichijo  |           |
| 2009 | Hanamuko wa 18-sai                      | Masaya Akagi              | Lead role |
| 2009 | Dai 2 Shashin-bu                        | Yuji Takada               |           |
| 2009 | Beat Rock Club                          | Torataro Kimura           |           |
| 2009 | Panic 4 Rooms                           | Nice                      |           |
| 2009 | Game Action                             | Mars                      |           |
| 2009 | Game Action: Side Story 1               | Mars                      |           |
| 2010 | Kenka Banchō Gekijō-ban: Zenkoku Seiha  | Yohei Sawakita            |           |

### Televisión
| Año  | Título                                          | Papel                          | Cadena   |
| ---- | ----------------------------------------------- | ------------------------------ | -------- |
| 2008 | Copernicus no Tamago Neo                        |                                | Sun      |
| 2010 | Style Collection Vol. 3: Ryokō Date             |                                | SATV     |
| 2011 | H.I.S. presents Terry Ito no Sekai no Tabisetsu |                                | Tokyo MX |
| 2012 | Shinwa Senshi Gigazeus                          | Kazuya                         | KTV      |
| 2013 | Bitworld                                        | Bata Diabloma (Lady Margarine) | NHK-E    |

### Narración
| Año  | Título                                                                       | Cadena | Ref.        |
| ---- | ---------------------------------------------------------------------------- | ------ | ----------- |
| 2015 | Kōsen Robocon 2015 Zenkoku Taikai: Wanage Taiketsu Mezameyo! Hōsu no Chikara | NHK-G  | [ 2 ] [ 3 ] |

### Anime
| Título                                 | Papel          | Cadena                                   | Ref.  |
| -------------------------------------- | -------------- | ---------------------------------------- | ----- |
| Yu-Gi-Oh! Zexal II                     | Mizael         | TV Tokyo                                 | [ 4 ] |
| Kuromukuro                             | Himi           | AT-X, Tokyo MX, Sun, KBS, BS11, Tulip-TV |       |
| B-Project                              | Tatsuhiro Nome | Tokyo MX, ABC, CBC, GTV, Tochi TV, BS11  | [ 5 ] |
| Servamp                                | Ryusei         | AT-X, Tokyo MX, Sun, NBN, BS NTV         | [ 6 ] |
| Scared Rider Xechs                     | Makoto Omi     | AT-X, Tokyo MX, Sun, NBN, BS NTV         |       |
| Nanbaka                                | Qi             | MBS, Tokyo MX, BS11                      | [ 7 ] |
| Marginal#4: Kiss kara Tsukuru Big Bang | Kira Himuro    | Tokyo MX, KBS, Sun, BS11                 | [ 8 ] |
| Sabapara                               | Maru           |                                          | [ 9 ] |
| To Be Hero                             | Dai San Ōji    | Tokyo MX                                 |       |
| Shōkoku no Altair                      | Elmer Schmidt  |                                          |       |